# Spolok milovníkov reči a literatúry slovenskej

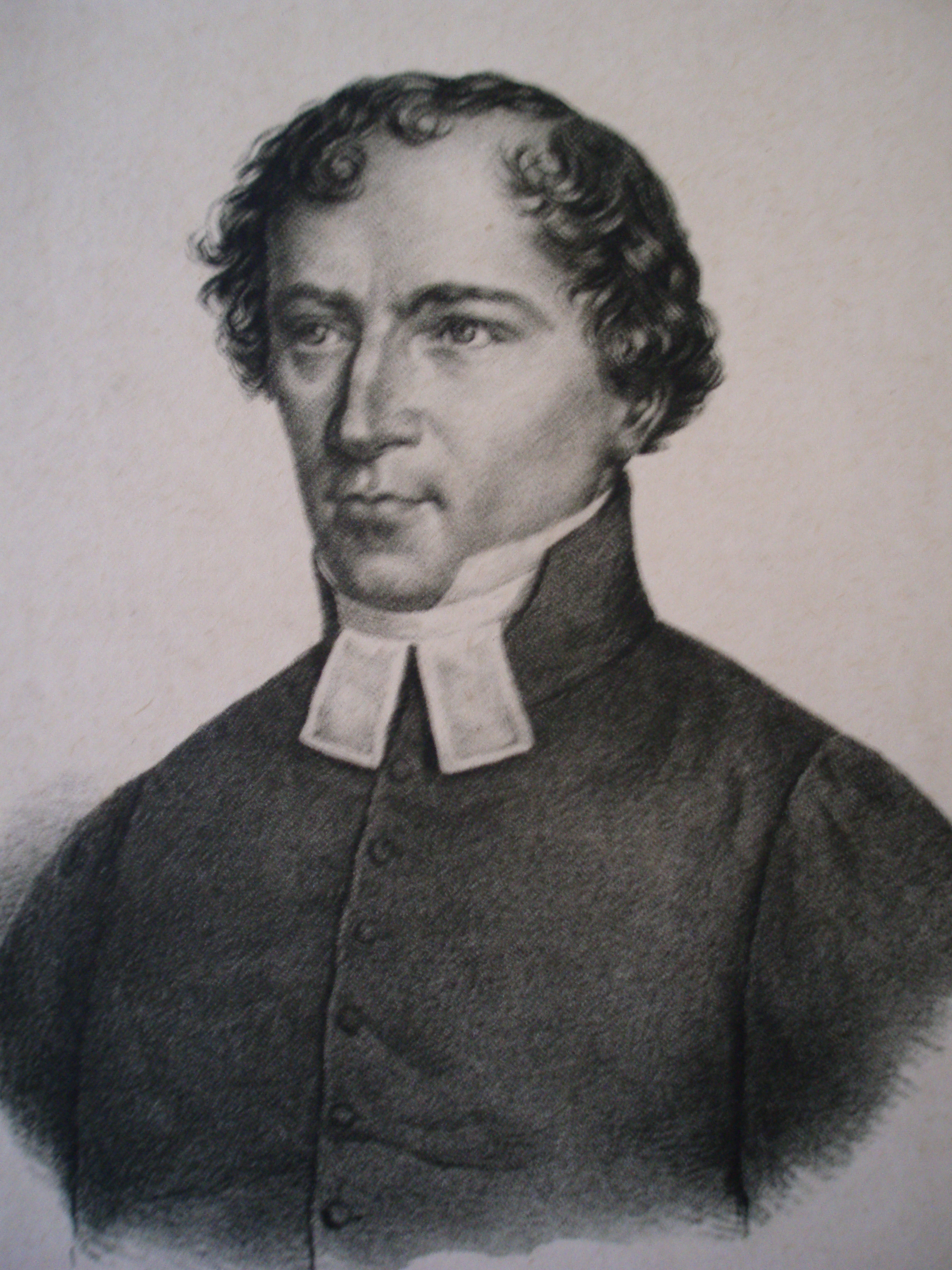
Ján Kollár

Spolok milovníkov reči a literatúry slovenskej byla první celonárodní organizace, první literární spolek, založený v roce 1834, který vznikl z iniciativy Slováků, žijících tehdy v maďarském Budíně a Pešti (např. Antonem Vavrincem Ottmayerem, Michalem Godrou, Jánem Kollárem, Martinem Hamuljakem, Jánem Koišem, Martinem Sucháněm, Jánem Herkeľem), a to s cílem sjednotiti přívržence spisovné češtiny a slovenské bernolákovštiny v boji o národní jednotu a posílení slovenského národního hnutí. Jejím prvním předsedou se stal v daném roce literát a evangelický kněz v Pešti Ján Kollár, po jeho odchodu pak Martin Hamuljak, který ho orientoval na vydavatelskou činnost.